# Station de sports d'hiver de Pucón
La station de sports d'hiver de Pucón, en espagnol centro de esquí de Pucón, est une station de sports d'hiver du Chili située au sud de la ville de Pucón, sur les pentes du Villarica, volcan actif du centre du pays.

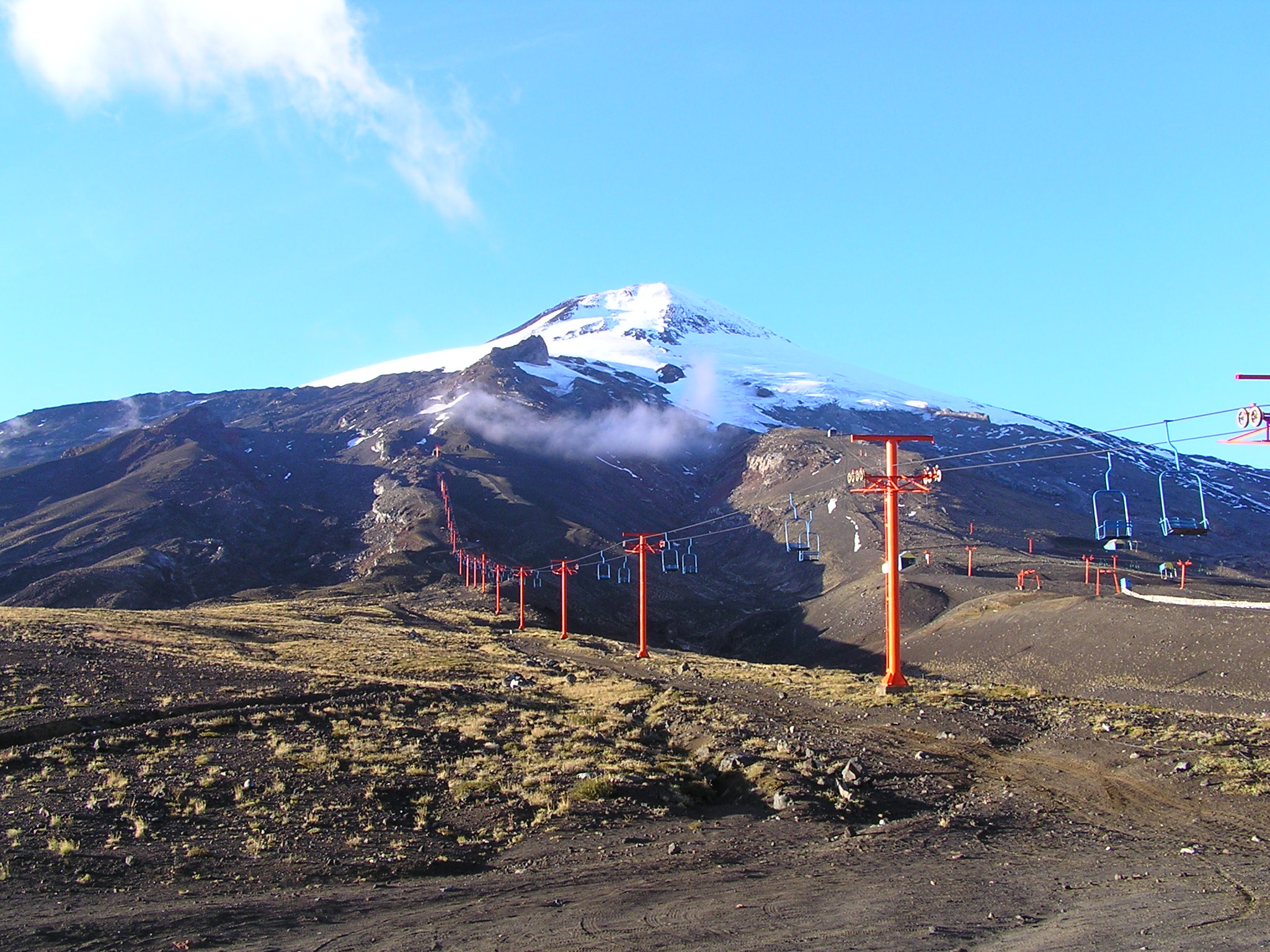
Remontées mécaniques sur les pentes du Villarica.